# Liste der Kulturdenkmäler in Weitersburg
In der Liste der Kulturdenkmäler in Weitersburg sind alle Kulturdenkmäler der rheinland-pfälzischen Ortsgemeinde Weitersburg aufgeführt. Grundlage ist die Denkmalliste des Landes Rheinland-Pfalz (Stand: 27. Oktober 2023).

## Denkmalzonen
| Bezeichnung                    | Lage                      | Baujahr         | Beschreibung                                                                        | Bild                           |
| ------------------------------ | ------------------------- | --------------- | ----------------------------------------------------------------------------------- | ------------------------------ |
| Denkmalzone Jüdischer Friedhof | südöstlich des Ortes Lage | 17. Jahrhundert | gegründet im 17. Jahrhundert (?), 120 Grabsteine, großteils aus dem 19. Jahrhundert | weitere Bilder Fotos hochladen |

## Einzeldenkmäler
| Bezeichnung                                | Lage                                | Baujahr         | Beschreibung                                                                          | Bild                                    |
| ------------------------------------------ | ----------------------------------- | --------------- | ------------------------------------------------------------------------------------- | --------------------------------------- |
| Katholische Pfarrkirche zur Jungfrau Maria | Grüner Weg Lage                     | 1902–04         | neugotischer Backsteinbau, 1902–04, Architekten Heinrich und Theodor Hermann, Neuwied | weitere Bilder Fotos hochladen          |
| Bildstock                                  | Hauptstraße                         | 1518            | Bildstock, bezeichnet 1518                                                            | Direkt Bild zu diesem Denkmal hochladen |
| Wohnhaus                                   | Hauptstraße 65 Lage                 | 18. Jahrhundert | Fachwerkhaus, teilweise massiv, verputzt, 18. Jahrhundert                             | BW                                      |
| Goethedenkmal                              | östlich des Ortes am Wüstenhof Lage |                 | Goethedenkmal, Säule                                                                  | weitere Bilder Fotos hochladen          |